# Dumetia
Dumetia és un gènere d'ocells de la família dels timàlids (Timaliidae) i l'ordre dels passeriformes. Habiten l'Índia i Sri Lanka.

## Taxonomia
Segons la classificació del Congrés Ornitològic Internacional (versió 11.1, 2021) aquest gènere està format per dues espècies
- Dumetia hyperythra - timàlia de ventre lleonat.
- Dumetia atriceps - timàlia encaputxada.